# William Moore (kolarz)
William „Willi” Moore (ur. 2 kwietnia 1947 w Liverpoolu) – brytyjski kolarz torowy i szosowy, brązowy medalista olimpijski oraz brązowy medalista torowych mistrzostw świata.

## Kariera
Pierwszy sukces William Moore osiągnął w 1972 roku, kiedy wspólnie z Mickiem Bennettem, Ronem Keeble i Ianem Hallamem zdobył brązowy medal w drużynowym wyścigu na dochodzenie podczas igrzysk olimpijskich w Monachium. Na rozgrywanych rok później mistrzostwach świata w San Sebastián razem z Bennettem, Hallamem i Richardem Evansem zajął drugie miejsce w tej samej konkurencji. Ostatnie medale wywalczył na igrzyskach Brytyjskiej Wspólnoty Narodów w Christchurch w 1974 roku, gdzie wraz z kolegami zwyciężył w drużynowym wyścigu na dochodzenie, a indywidualnie zajął drugie miejsce za Hallamem. Startował także w wyścigach szosowych, ale bez większych sukcesów.